# محمد الحمد (مدرب)
محمد الحمد ، (1934 - 1980) رياضي كويتي، وأول مدرب بتاريخ نادي القادسية الكويتي، وقد ترأس النادي في الفترة ما بين سنتين 1966 و1967، وهو أحد مؤسسي النادي، وقد درب في موسم 1960/1961.

## نبذة
ينتمي محمد أحمد حمد مجرن الحمد المجرن إلى عائلة الحمد المجرن التي نزحت إلى الكويت من روضة السدير في السعودية، وهو من مواليد حي القبلة الصالحية بالكويت 15 يونيو 1934 ميلادي ، ويعتبر من أوائل الضباط في وزارة الداخلية الكويتية ، فهو حاصل على دبلوم كلية الشرطة بالقاهرة عام 1957، والتحق بدورة خاصة للمباحث العامة بالقاهرة، وتعين بوزارة الداخلية في منتصف عام 1957 حيث عمل ضابطا بقسم النظام، ثم ضابطا لمخفر منطقة الصباح عام 1959، وبعد ذلك رئيسا لقسم النظام عام 1960، ثم نائبا لمدير إدارة المباحث الجنائية، ثم مديرا لها، وأخيرا مدير الإدارة العامة للامن العام منذ عام 1974 حتى توفي في 6 أبريل 1980.
وكان من أبرز الشباب الرياضي الكويتي الذي حمل الشعلة منذ البداية، فقد بدأ لاعبا ورئيسا لفريق كرة القدم بنادي الجزيرة (القادسية حاليا)، وكان لاعبا منذ عام 1949 لكرة القدم والسلة والطائرة ألعاب القوى والدراجات، ثم تفرغ في أواخر الخمسينيات لكرة القدم، ويعتبر من أسرة رياضية هو وأشقاؤه خالد الحمد وعيسى وعبد العزيز وحمد وعبد الله واحمد.

## عضوياته في مجالس الإدارة
- عضو مجلس إدارة في نادي القادسية الكويتي أعوام 61/62، 62/63، 63/64، 64/65 .
- نائبا لمدير النادي 65/66 .
- مديرا للنادي 66/67 .
- نائبا لمدير النادي 67/68.
- عضو مجلس إدارة 68/69.
- نائبا لمدير النادي 69/70 .
- عضو مجلس إدارة 70/71 .
- عضو مجلس إدارة 71/72 .
- نائبا للرئيس 72/73.
- نائبا للرئيس 73/74.
- نائبا للرئيس 74/75 .
- نائبا للرئيس 75/76.

## مناصبه الرياضية والعسكرية
- رئيسا لأول مجلس إدارة اتحاد الشرطة الرياضي منذ عام 1976 / 1980.
- رئيس لأول مجلس إدارة للاتحاد الكويتي لالعاب القوى للهواة.
- عضوا بمجلس إدارة اللجنة الأولمبية الكويتية.
- عضوا بمجلس إدارة الاتحاد الكويتي لكرة القدم.
- مدير الإدارة العامة للامن العام منذ عام 1974 حتي وفاته.

## أماكن سميت باسمه
```
توفي بالسادس من 
أبريل
 من عام 
1980
 عن عمر ناهز 45، وبعد وفاته تم تسمية الملعب الرئيسي الذي يلعب فيه 
نادي القادسية الكويتي
 باسم 
ملعب محمد الحمد
 عرفانا من النادي وتخليدا لذكراه، فقد إتخذ مجلس إدارة النادي للموسم 79/80 بمحضر اجتماعه المنعقد مساء يوم الخميس 10/4/1980 هذا القرار.
```